# Фомин, Валерий Иванович (киновед)
Вале́рий Ива́нович Фоми́н (род. 18 апреля 1940, Новошешминск, СССР) — советский и российский киновед, кинокритик и историк кино. Доктор искусствоведения. Действительный член киноакадемии «Ника». Лауреат премий Союза кинематографистов и Гильдии киноведов и кинокритиков. Автор книг по истории кино. Профессор, заместитель заведующего кафедрой менеджмента в кино и телевидении Государственного университета управления, основатель проекта Всероссийского открытого кинообразования

## Биография
Валерий Иванович Фомин родился 18 апреля 1940 года в Татарском селе Новошешминск в семье офицера Красной армии Ивана Ивановича Фомина, участника трех войн — Финской, Великой Отечественной и войны с Японией.
В 1957—1959 годах учился на факультете самолётостроения Казанского авиационного института.
В 1959—1962 годах работал на заводах и стройках Казани, Новосибирска, Красноярска.
В 1962 году поступил на киноведческий факультет Всесоюзного государственного института кинематографии (мастерская Нины Петровны Тумановой), который окончил в 1967 году.
В 1965—1968 годах работал заведующим архивом Госфильмофонда СССР. Вспоминая об этом времени, рассказывал, что оно совпало с разгромом оттепельного кино. Сотрудники Госфильмофонда, получая очередную ленту, предназначенную «для полки», фактически подпольно разрешали режиссёрам перемонтировать фильм. Благодаря этому профессиональному риску многие киношедевры были сохранены, а у Фомина начал накапливаться материал для одной из самых заметных его книг — «Полка».
В 1969—1976 годах работал заместителем заведующего редакцией теории и истории кино издательства «Искусство».
В этот период он имел возможность присутствовать на съёмочных площадках, общаться с режиссёрами, собирать и систематизировать основные сведения о кинопроцессах, происходивших в стране.
С 1976 года — старший научный сотрудник отдела теории и эстетики кино Научно-исследовательского института киноискусства.
В 1989—2001 годах — заведующий отделом отечественного кино, ведущий научный сотрудник НИИ киноискусства.
В 1971 году во ВГИКе защитил диссертацию на соискание учёной степени кандидата искусствоведения по теме «Сюжет и композиция современного фильма».
В 1988—1994 годах — сопрезидент Гильдии киноведов и кинокритиков.
Один из организаторов группы «Демократическая Россия» при СК СССР, фонда «Защита гласности», московского отделения «Саюдиса»
В 1993 году в Санкт-Петербургской государственной академии театрального искусства защитил диссертацию на соискание учёной степени доктора искусствоведения по теме «Кино и традиции фольклора» (специальность 17.00.03 — «Кино-, теле- и другие экранные искусства»).
В 1990-х годах Фомин стал организатором выставок, знакомящих зрителей с малоизвестными страницами отечественного кинематографа. К примеру, в рамках фестиваля «Кинотавр» (1995) прошла выставка «Свобода в клетке. Тайная история советского кино». На Международном кинофестивале «Сталкер» (1996) демонстрировалась коллекция экспонатов «От камеры до камеры. Добро пожаловать в киноГУЛАГ».
В 1997—1999 годах — редактор журнала «Киносценарии».
С 1997 по 2004 год работал в составе Комиссии по Государственным и Президентским премиям РФ (секция кино и телевидения).
С 2000 года — профессор, заместитель заведующего кафедрой менеджмента в кино и телевидении Государственного университета управления.
Публикуется в периодической печати с 1964 года. Автор ряда книг, в том числе «Все краски сюжета» (1971), «Пересечение параллельных» (1976); более ста статей по истории и теории кино в журналах «Искусство кино», «Советский экран», «Киносценарии»; в газетах «Экран и сцена», «Независимая газета» и других.
Многолетние исследования, проводимые Фоминым, стали основой для книг «Полка» и «Кино и власть». Киновед Андрей Шемякин назвал главной методологической удачей Фомина его способность сделать «реконструкцию образа неродившегося кино по зарубленным заявкам, загубленным сценариям, кастрированным версиям уже готовых фильмов».
Во многом за счёт летописи, составленной Фоминым, сохранилась информация о том, как в середине 1960-х годов произошло смещение Ивана Пырьева с поста председателя оргкомитета Союза кинематографистов и какие изменения требовали внести представители студии в картину «Андрей Рублёв».
Разработал проект Всероссийского открытого кинообразования. Осуществил в рамках этого проекта видеозапись полного курса лекций «История отечественного кино».
Валерий Фомин — инициатор установки Первого в мире памятника фронтовым кинооператорам Великой Отечественной войны. В течение последних пятнадцати лет Фоминым издан ряд монографий по истории фронтовой кинохроники.

## Избранная фильмография
Автор проекта проекта «История киноначальников, или Строители и перестройщики» — девять документальных фильмов, хронометражом 39 минут, о ситуации в отечественной киноотрасли в XX веке (от 1920-х и до лихих 1990-х) и её руководителях. (Фильмы демонстрировались в эфире ГТРК «Культура»).
- 2007 — «Александр Ханжонков. Последний император». Фильм 1-й документального проекта «История киноначальников, или Строители и перестройщики» (ООО «Студия Андрея Шемякина» по заказу ГТРК «Культура»; автор идеи В. Фомин, автор сценария А. Шемякин при участии Н. Яковлевой; режиссёр А. Ладога; монтаж: А. Демидов)
- 2008 — «30-е. Борис Шумяцкий. История советского Голливуда». Фильм 3-й документального проекта «История киноначальников, или Строители и перестройщики» (ООО «Студия Андрея Шемякина» по заказу ГТРК «Культура»; автор В. Фомин; режиссёр Д. Лавриненко; редактор хроники Н. Яковлева; монтаж А. Домбровский, И. Гафиров)
- 2008 — «50-е: Иван Пырьев. Иван-строитель». Фильм 5-й документального проекта «История киноначальников, или Строители и перестройщики» (ООО «Студия Андрея Шемякина» по заказу ГТРК «Культура»; автор В. Фомин; режиссёр А. Ладога; редактор хроника Н. Яковлева; монтаж: А. Домбровский
- 2008 — «40-е: Иван Большаков. Киномеханик Сталина». Фильм 4-й документального проекта «История киноначальников, или Строители и перестройщики» (ООО «Студия Андрея Шемякина» по заказу ГТРК «Культура»; автор В. Фомин; режиссёр А. Голикова; редактор хроники Н. Яковлева; монтаж А. Пасечный)
- 2011 — «60-е: „Оттепель“, или Тайные стратегии обновления». Фильм 6-й документального проекта «История киноначальников, или Строители и перестройщики» (ООО «Студия Андрея Шемякина» по заказу ГТРК «Культура»; автор В. Фомин; авторы сценария В. Фомин, Д. Хренова; режиссёры А. Шувиков, Д. Хренова; редакторы хроники Б. Борисов, М. Еременко; монтаж А. Домбровский)
- 2011 — «70-е: Золотой век „застоя“. Филипп Ермаш и Владимир Баскаков». Фильм 7-й документального проекта «История киноначальников, или Строители и перестройщики» (ООО «Студия Андрея Шемякина» по заказу ГТРК «Культура»; автор В. Фомин; авторы сценария: А. Шемякин, Д. Хренова; режиссёр А. Голикова; монтаж А. Домбровский)
- 2011 — «80-е: Гибель империи Филиппа Ермаша». Фильм 8-й документального проекта «История киноначальников, или Строители и перестройщики» (ООО «Студия Андрея Шемякина» по заказу ГТРК «Культура»; автор В. Фомин; автор сценария М. Косинова; режиссёр А. Голикова; редакторы хроники Б. Борисов, М. Еременко; монтаж А. Домбровский, И. Волков)
- 2011 — «90-е: Перемена участи». Фильм 9-й документального проекта «История киноначальников, или Строители и перестройщики» (ООО «Студия Андрея Шемякина» по заказу ГТРК «Культура»; автор В. Фомин; авторы сценария: Д. Хренова, А. Шемякин; режиссёры Н. Журавлева, Д. Хренова; редакторы хроники Б. Борисов, М. Еременко; монтаж А. Пасечный, А. Домбровский)

Автор проекта проекта «Наше кино. Чужие берега» — восемь документальных фильмов, посвященных неординарному взгляду на историю российского кинематографа
- 2018 — «Грёзы о советском Голливуде». Фильм 1-й проекта Валерия Фомина «Наше кино. Чужие берега» (ООО «Студия Андрея Шемякина» по заказу ГТРК «Культура», режиссёр Светлана Харчевина)

2018 — «Мы на горе всем буржуям…». Фильм 2-й проекта Валерия Фомина «Наше кино. Чужие берега» (ООО «Студия Андрея Шемякина» по заказу ГТРК «Культура»; режиссёр Е. Демидова; звукорежиссёр В. Брус; худ. руководитель А. Шемякин; продюсеры: Н. Лисовская, В. Голиков)
- 2018 — «Дружба заклятых врагов». Фильм 3-й проекта Валерия Фомина «Наше кино. Чужие берега» (ООО «Студия Андрея Шемякина» по заказу ГТРК «Культура»; режиссёр А. Голикова; звукорежиссёр В. Брус; худ. руководитель А. Шемякин; продюсеры Н. Лисовская, В. Голиков)
- 2018 — «Смерть на взлёте». Фильм 4-й проекта Валерия Фомина «Наше кино. Чужие берега» (ООО «Студия Андрея Шемякина» по заказу ГТРК «Культура»; режиссёр Светлана Харчевина, звукорежиссёр В. Брус; худ. руководитель А. Шемякин; продюсеры Н. Лисовская, В. Голиков)
- 2021 — «На пепелище». О первом послевоенном десятилетии, вошедшее в историю Советского кино как эпоха «малокартинья». Фильм 5-й проекта Валерия Фомина «Наше кино. Чужие берега» (ООО «Студия Андрея Шемякина» по заказу ГТРК «Культура»)
- 2021 — «После золота серебро». О кинематографе «оттепели», который стал серебряным веком нашего кино. Фильм 6-й проекта Валерия Фомина «Наше кино. Чужие берега» (ООО «Студия Андрея Шемякина» по заказу ГТРК «Культура» режиссёр Светлана Харчевина)
- 2021 — «Наш паралич лучший в мире». О 70-х годах XX века в Советском кино. Фильм 7-й проекта Валерия Фомина «Наше кино. Чужие берега» (ООО «Студия Андрея Шемякина» по заказу ГТРК «Культура»)
- 2021 — «Цена свободы». О «перестройке» в кинематографе. Фильм 8-й проекта Валерия Фомина «Наше кино. Чужие берега» (ООО «Студия Андрея Шемякина» по заказу ГТРК «Культура», режиссёр Светлана Харчевина)

Принимал участие в создании серии короткометражных документальных фильмов «Как снимать войну» (фильмы создаются Гильдией неигрового кино при поддержке Института развития интернета в рамках реализации нацпроекта «Культура»). Основу проекта составили монтажные листы фронтовых кинооператоров Великой Отечественной войны.

## Онлайн-проекты
- 2014 —«Из жизни планет». О четырёх неснятых фильмах «оттепели» (60-х)
- 2018 — «Экспозиция войны». О боевом пути и судьбах фронтовых кинооператоров Великой Отечественной войны
- «Цена кадра: каждый второй ранен, каждый четвёртый убит». Проект посвящен памяти создателей фронтовой кинолетописи.

Интернет-издания
- Цикл «История киноиндустрии в России. От Ханжонкова до Голутвы» (2012)
- «Трудное рождение советского кино. 1917—1930»
- «Кинематограф по Сталину. 1930—1940»
- «Советское кино. Испытание войной. 1941—1945»
- «На пепелище. Советское кино 1945—1953»
- «Серебряный век советского кино. 1953—1966»
- «Цена свободы. Советское кино 1986—1991»

Архивно-документальные выставки
- 1995 — «Свобода в клетке. Тайная история советского кино» (ОРКФ «Кинотавр» в Сочи)
- 1995 — «Ностальгия по Тарковскому» (Каменск-Уральский)
- 1995 — «Таланты и полковники. Выставка неизданной книги» (ЦДК)
- 1996 — «Мы и они. Зарубежные связи советского кино» (ММКФ)
- 1996 — «От камеры до камеры. Добро пожаловать в КиноГУЛАГ» (МКФ «Сталкер» в Москве)
- 1996 — «Кино в законе. Закон — в загоне…» (1996, ЦДК)
- «Цена кадра. Каждый второй — ранен, каждый четвёртый — убит»
- «Уроки репрессуры»
- «Изъять, усилить, прояснить…». Советская киноцензура 1817‒1991
- «Плачьте, но снимайте!». Варианты экспозиции были представлены в Центральном Государственном музее Великой Отечественной войны на Поклонной горе, на кинофестивале «Белые столбы», в Центральном Доме кино в рамках ММКФ и ещё в 12 городах России.

## Отзывы
Оценивая книгу Фомина «Кино на войне. Документы и свидетельства», кинокритик Евгений Марголит отметил, что научная тщательность сочетается в ней с поэтическим вдохновением, а финальный мартиролог — это «замечательный монтажный ход, присущий скорее художественной, нежели научной структуре».

## Научные труды
- Фомин В. И. Все краски сюжета. — М.: Искусство, 1971. — 167 с.
- Фомин В. И. Кинопанорама. Сборник статей. — М.: Искусство, 1975. — 310 с.
- Фомин В. И. Пересечение параллельных. — М.: Искусство, 1976. — 360 с.
- Фомин В. И. Жанры кино. — М.: Искусство, 1979. — 320 с.
- Фомин В. И. Кино и власть: советское кино, 1965-1985 годы : документы, свидетельства, размышления. — М.: Материк, 1996. — 370 с.
- Фомин В. И. Кинематограф оттепели: документы и свидетельства. — М.: Материк, 1998. — 458 с. — ISBN 5-85646-035-9.
- Фомин В. И. Кино на войне. Документы и свидетельства. — М.: Материк, 2005. — 944 с. — ISBN 5-85646-137-1.
- Валерий Фомин, Виктор Матизен, Евгений Марголит, Ирина Изволова. Полка. Документы. Свидетельства. Комментарии. Выпуск 3 / Валерий Фомин. — М.: Материк, 2006. — 188 с. — ISBN 5-85646-136-3.
- Михайлов В., Фомин В. И. Цена кадра. — М.: Канон+РООИ «Реабилитация», 2010. — 1048 с. — ISBN 978-5-88373-252-6.
- Фомин В. И. Правда сказки. Кино и традиции фольклора / Министерство культуры Российской Федерации, Научно-исследовательский институт киноискусства Всероссийского государственного университета кинематографии имени С. А. Герасимова. — М.: Канон+РООИ «Реабилитация», 2012. — 456 с. — 800 экз. — ISBN 978-5-88373-298-9.
- Фомин В. И. Пересечение параллельных-2 / Министерство культуры Российской Федерации, Научно-исследовательский институт киноискусства Всероссийского государственного университета кинематографии имени С. А. Герасимова. — М.: Канон+РООИ «Реабилитация», 2014. — 679 с. — (Академия кино).
- Косинова М. И., Фомин В. И. Как снять шедевр: история создания фильмов Андрея Тарковского, снятых в СССР «Иваново детство», «Андрей Рублёв» / Министерство культуры Российской Федерации, Научно-исследовательский институт киноискусства Всероссийского государственного университета кинематографии имени С. А. Герасимова. — М.: Канон+РООИ «Реабилитация», 2016. — 591 с. — 1000 экз. — ISBN 978-5-88373-465-5.
- Косинова М. И., Фомин В. И. «Музыка Баха звучит как-то не по-советски …»: история создания фильмов Андрея Тарковского, снятых в СССР, «Солярис», «Зеркало», «Сталкер» / Министерство культуры Российской Федерации, Научно-исследовательский институт киноискусства Всероссийского государственного университета кинематографии имени С. А. Герасимова. — М.: Канон+РООИ «Реабилитация», 2017. — 525 с. — (Академия кино). — 100 экз. — ISBN 978-5-88373-466-2.
- Фомин В. И. «Руководство кинематографией утвердить на Васильевской улице…». Кн. 1: Рождение СК СССР. 1957-1965 гг. Хроника событий. Свидетельства. Документы / Союз кинематографистов Российской Федерации. — М.: Канон-Плюс, 2018. — 591 с. — ISBN 978-5-88373-097-8.
- Гращенкова И. Н., Фомин В. И. История российской кинематографии (1896—1940 гг.). — М.: Канон+, 2016. — 768 с. — 1000 экз. — ISBN 978-5-88373-049-7.
- Фомин В. И. История российской кинематографии (1941-1968 гг.): управление, общественные организации, репертуарная политика, кинопроизводство, кинофикация, кинопрокат, кинотехника, зарубежные связи, подготовка кадров / Государственный центральный музей кино, Союз кинематографистов России. — М.: Канон-Плюс, 2019. — 735 с. — 1000 экз. — ISBN 978-5-88373-526-3.

## Статьи
- Фомин В. И. Кремлёвский кинотеатр. // Москва. № 9, 2010 (сентябрь). — С. 164—199.
- Фомин В. И. «Калина красная». // Родина. № 10, 2010 (октябрь). — С. 139—144.

- Валерий Фомин. Гармонист, гармонист, весёлая хватка!.. // old.kinoart.ru. Искусство кино. — № 1, январь, 1998. Дата обращения: 14 января 2023. Архивировано 14 января 2023 года.

## Призы и награды
- 1977 — 1-я премия Союза кинематографистов СССР за книгу «Пересечение параллельных». Лучшие работы года в области кинокритики и кинотеории
- 1996 — Диплом правозащитного кинофестиваля «Сталкер» за выставку «От камеры до камеры»
- 1996 — Приз Кинопрессы за книгу «Кино и власть. Советское кино: 1965—1985 годы»
- 1997 — Премия Гильдии киноведов и кинокритики за книгу «Кино и власть. Советское кино: 1965—1985 годы»
- 1998 — Премия Гильдии киноведов и кинокритиков за составление и комментарий книги «Кинематограф оттепели. Документы и свидетельства»
- 2001 — Диплом Гильдии киноведов и кинокритиков России за цикл архивных публикаций о фронтовых кинооператорах в газете «Экран и сцена»
- 2001 — Диплом международного фестиваля актёров кино «Созвездие»: «За служение искусству и культуре»
- 2001 — Приз кинофестиваля архивного кино «Белые Столбы», в номинации «За вклад в историю и теорию кино»
- 2002 — Медаль имени А. А. Ханжонкова «За увлекательное жизнеописание истории Союза кинематографистов» (Киновидеоцентр национальных кинематографий и Гильдия организаторов кинопроизводства, кинопроката и кинопоказа России)
- 2002 — Премия Гильдии киноведов и кинокритиков России за книгу «Правда сказки. Кино и традиции фольклора»
- 2003 — Приз Виктора Демина на кинофестивале архивного кино «Белые Столбы»: «За большой вклад в отечественное киноискусство»
- 2004 — Медаль «Поднимая мир сердцем единства» (Центр Шри Чонмоя)
- 2005 — Премия Гильдии киноведов и кинокритиков России за книгу «Летопись Российского кино.1863‒1929»
- 2006 — Диплом Гильдии киноведов и кинокритиков России за книгу «Кино на войне. Документы и свидетельства»
- 2010 — Премия Гильдии киноведов и кинокритиков России за книгу «Василий Шукшин. Жизнь на экране» (совместно с Е. Огневой, И. Коротковым)
- 2012 — Диплом Алтайского Демидовского фонда за книгу «Иван Пырьев. Правда творчества» (совместно с Е. Огневой, И. Коротковым)
- 2014 — Диплом Гильдии киноведов и кинокритиков России как автору и участнику коллективного исследования «История киноотрасли в России: управление, кинопроизводство, прокат („От Ханжонкова до Голутвы“)»
- 2015 — Приз «Слон» Гильдии киноведов и кинокритиков в номинации «МАСТЕР» за книгу «Пересечение параллельных-2»
- 2016 — Приз «Слон» Гильдии киноведов и кинокритиков в номинации «SINE CHARTA» («Без бумаги») за цикл документальных выставок «Плачьте, но снимайте!..», посвященных советской фронтовой кинохронике 1941—1945 годов
- 2017 — Приз «Слон» Гильдии киноведов и кинокритиков в номинации «Персоналии» (совместно с М. И. Косиновой) за книги «Как снять шедевр. История создания фильмов Андрея Тарковского, снятых в СССР. „Иваново детство“, „Андрей Рублев“» и «„Музыка Баха звучит как-то не по-советски…“ История фильмов Андрея Тарковского, снятых в СССР. „Солярис“, „Зеркало“, „Сталкер“»